# 二十一名飞行员
二十一名飛員樂團（英語：Twenty One Pilots，亦作TWENTY ØNE PILØTS或简写为TØP）是一个美国音乐组合，于2009年在美国俄亥俄州哥伦布组建。乐队最初由泰勒·约瑟夫、尼克·托马斯与克里斯·萨利赫组成，后两位成员在2011年时退出。目前乐队由主唱泰勒·约瑟夫和鼓手喬許·鄧组成。樂隊最知名的歌曲是《輾轉難眠》、《旅程》和《異類》。乐队获得五个格莱美奖提名，并凭借歌曲《輾轉難眠》获得最佳流行組合/團體表演。
二十一名飛員樂團分别于2009年和2011年独立发行了首张同名专辑《二十一名飛行員》和第二张录音室专辑《Regional at Best》。2012年，乐队与厂牌拉麵工坊签约。2013年发行首張廠牌专辑《船隻》。2015年发行的第二張廠牌录音室专辑《模糊臉龐》使得樂隊获得突破性成功；這張專輯收錄了熱門單曲《輾轉難眠》和《旅程》，且成為史上第一張每首歌都至少得到美國唱片業協會給出的金唱片認證。2016年为DC超级英雄电影《自殺突擊隊》献唱主题曲《異類》使其成为第一个连续获得两首美国前五单曲的音乐组合。2018年，乐队发行三年来首张录音室专辑《音樂戰壕》。

## 音乐生涯

### 2009年 - 2011年：组建与第一张专辑
泰勒·约瑟夫在年幼时在俄亥俄州哥伦布市打青年篮球时第一次认识了未来的乐队成员尼克·托马斯。托马斯后来转学到约瑟夫的中学，两人在高中期间一直是朋友。
约瑟夫某日在衣柜里发现了一个旧键盘，这是母亲送给他的圣诞礼物，于是他开始模仿收音机的旋律，在鍵盤上彈奏；這也是他玩音乐的開始。2007年，约瑟夫在父母的地下室录制了一张个人专辑《No Phun Intended》。托马斯为专辑中的几首歌曲贡献了吉他，并合作完成了后来成为二十一名飛員樂團招牌歌曲的《Trees》。
在俄亥俄州立大学读书时，约瑟夫在一次聚会上认识了德州出生的未来乐队成员克里斯·萨利赫。萨利赫注意到这位作曲家的天赋和创造力，向约瑟夫咨询了组建乐队的事宜。约瑟夫被萨利赫在他家建的录音室所打动，同意一起玩音乐，并开始分享他对新音乐的想法。就在他们第一次演出前，约瑟夫邀请托马斯加入这个未命名的乐队，担任贝斯手。2009年，乐队搬进了自己的一間房子，第一张专辑的构思和录制就在地下室进行。
乐队最初在哥伦布地区的俱乐部和场地为各种观众演出。在金属、硬核和电子场馆的演出啟發了约瑟夫将这些不同的风格融入到他的歌曲创作中。为了吸引不熟悉或不感兴趣的观众和推手的注意，乐队开始嘗試不同服装以及舞台上的杂技表演。
打著二十一名飛員樂團的名頭，乐队于2009年12月29日发行了首张同名专辑《二十一名飛員樂團》，并开始在俄亥俄州进行巡演。他们最初的市场推广是草根式的，约瑟夫的母亲会站在俄亥俄州立大学门口送票给他看演出。在此期间，乐队参加了在哥伦布重要音乐场所The Alrosa Villa和The Basement举办的「乐队之战」比赛。
2010年，乐队在他们的SoundCloud账户上发布了两首歌曲，一首是翻唱克莉絲汀·派瑞的《Jar of Hearts》，另一首是对安德里亞·波切利和莎拉·布萊曼的《Con te partirò (Time to Say Goodbye) 》的重新混音演绎。后一首歌曲将成为当地鼓手喬許·鄧听到樂隊表演的第一首歌曲。
约瑟夫、邓、和萨利赫参加了俄亥俄州哥伦布市一家名為五14教会的音乐工作。他们与Travis Whittaker為福音乐队「新奥尔巴尼音乐」的专辑《Clear》的14首歌曲中的4首做出了贡献。教會福音樂團惠特克（Whittaker）禮拜音樂專輯的創作和製作。2011年，约瑟夫出现在一个名为《衝浪板牛仔探戈（略有啟發的傳奇故事）》的三段视频中，2013年聖誕前夕，他參加了教會的演出，演唱了傳統聖誕頌歌《以馬內利懇求降臨》。

### 2011年 - 2012年：专辑《Regional at Best》、签约厂牌
我怀着低落的心情宣布，我在二十一名飞员乐团担任鼓手的生涯即将画上句点。能与我最要好的朋友们一共巡回演出让我很开心。不幸的是，我比几名队友更为年长，我生活目前的这一阶段所承担的压力已经让我无力支撑乐队的快速发展。这不是因为任何不愉快。这纯粹是一个经济上的决定。我有目标在未来几个月和几年当中继续密切参与乐队事务。我还会跟泰勒同住并在我力所能及的地方帮忙。你可能想知道我的继任。我可以很兴奋地说我最好的朋友之一乔什·敦将会接任我的位置。他是一个很不错的人，我不能够想到比他更合适的替补人物。我对二十一名飞员乐团的未来感到兴奋，我感到这支乐队有潜力取得巨大的成就。因此我会尽可能深入、尽可能花时间持续参与。我对你们给与乐队过去以及持续的支持感激不尽。我保证你不会对未来将要到来的事情感到失望的。
祝福，
萨利赫以工作為由于2011年5月8日离开，托马斯于次月2011年6月3日以学业為由离开，两人都在乐队的官方Facebook页面上发布了告别声明。在离开项目之前，萨利赫邀请了吉他中心的同事和朋友乔什·邓（前英雄之屋樂隊巡演鼓手）来接替他在乐队的位置。邓被乐队的潜力和约瑟夫的创作眼光所打动，放弃了在纳什维尔从事鼓手的计划，在托马斯离队前几周加入團隊 。
萨利赫和托马斯在离开后的一段时间内都一直参与乐队的制作工作。托马斯曾在北卡罗来纳州短暂地上过学，但一年后又搬回了约瑟夫和邓在哥伦布的家，并开始管理他们的商品。在《Blurryface》的整个制作过程中，托馬斯一直是商品发行组的一员，并继续积极参与乐队的巡演周期。
在只有Joseph和Dun组成的新阵容下，Twenty One Pilots于2011年7月8日独立发行了第二张专辑《Regional at Best》。专辑发行的同时，乐队还在新奥尔巴尼高中的场地上举行了一场免费的CD发行演出。虽然Salih和Thomas参与了专辑的构思，但他们和Dun都没有声称自己参与了专辑的制作，专辑的制作几乎完全由Joseph一手包办。专辑中，Joseph的哥哥Zack参与了歌曲《Kitchen Sink》，Joseph的大学熟人Jocef参与了歌曲《Be Concerned》 。
2011年11月，经过几个月在哥伦布地区通过社交媒体的互动和不断的巡演培养了一批粉丝，乐队在哥伦布的紐波特音乐厅举行了一场售罄的音乐会，吸引了许多唱片公司的关注。同年，乐队通過電郵通訊發行了兩首免費歌曲 - 《House of Gold》的初始版本和一首名为《Two》的歌曲。2012年2月11日，乐队在YouTube上传了未发行歌曲《Goner》的音乐录影带。这首歌曲后于2015年被重录后收录于专辑《Blurryface》。
Joseph和Dun与摇滚乐队CHALLENGER!一起开始了Regional at Best巡回演唱会，将其记录在一系列上传到Twenty One Pilots YouTube频道的视频中。

### 2012年 - 2014年：专辑《Vessel》、电视首秀、首场世界巡演

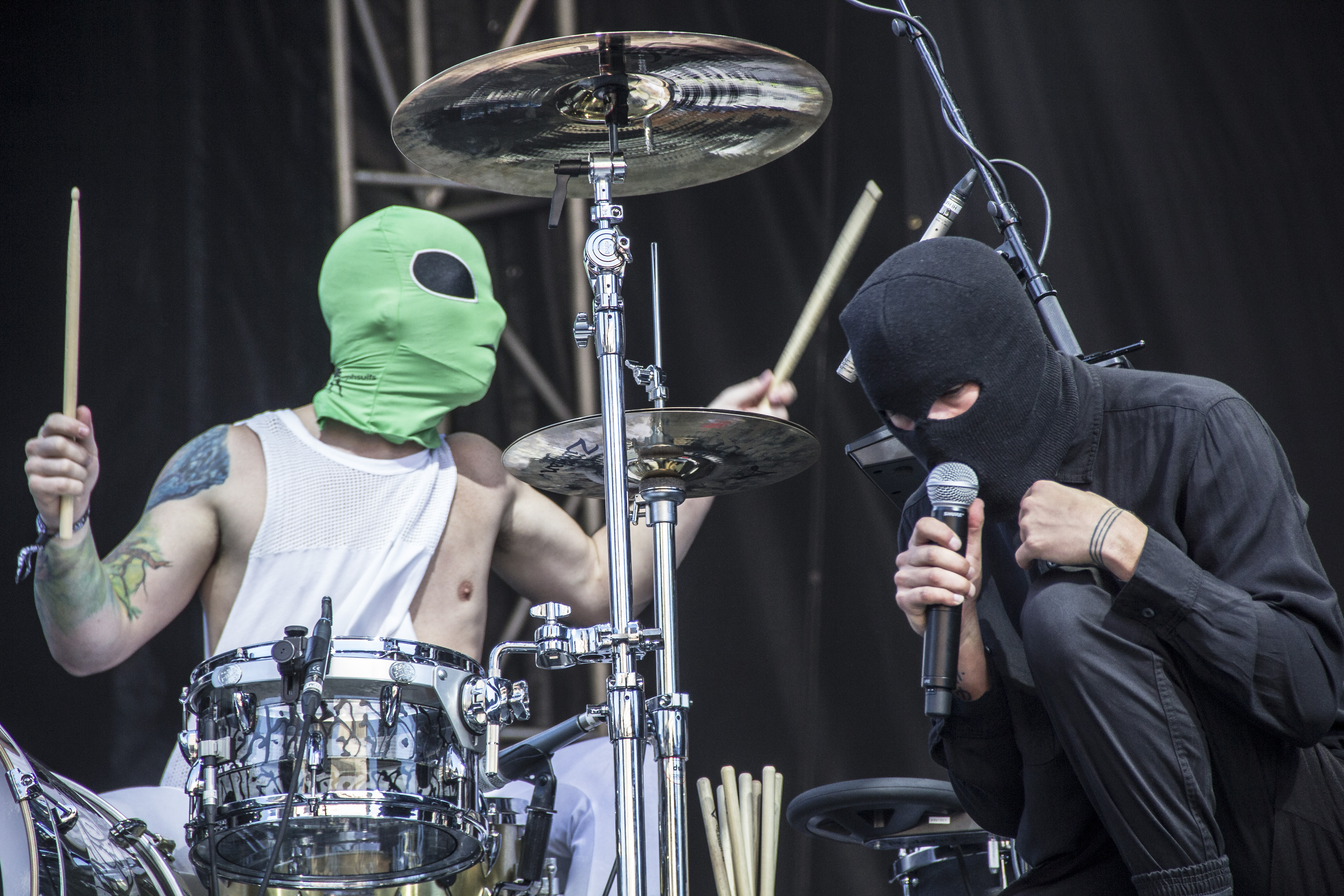
Twenty One Pilots于2014年Boston Calling音乐节演出

2012年4月于Lifestyle Communities Pavilion举行的演唱会上，乐队宣布他们与厂牌Fueled by Ramen签约的消息。7月17日，乐队通过Fueled by Ramen发行了一张名为《Three Songs》的迷你专辑，内含三首歌。8月，乐队与霓虹树乐团（Neon Trees）和月球漫步乐队（Walk The Moon）开启了一场小型巡演。
泰勒·约瑟夫成功地通过谈判保留了前一张同名专辑的所有权，该专辑仍有数字版。然而，作为2012年与唱片公司Fueled by Ramen签署协议的一部分，Regional at Best的版权被转让给了该唱片公司，这意味着Regional at Best被停止发行并從数字平台移除。Regional at Best曲目 《Slowtown》、《Anathema》、《Ruby》、《Be Concerned》和《Clear》自此之后再也没有发行过，現時這張专辑的实体拷贝也是非常稀少和抢手的。
2012年11月12日，由乔丹·巴哈特执导的《Holding on to You》官方MV在YouTube上发布。2013年1月7日和4月19日，乐队分别发布了《Guns for Hands》和《Car Radio》的MV，均由Reel Bear Media的Mark Eshleman执导 。

在接受《赫芬顿邮报》采访时，Joseph将Regional at Best描述为“美化的mixtape”，并确认该项目中的歌曲将重新出现在他们的首张主流廠牌录音室专辑中。最终，Regional at Best中的五首歌曲--《Guns for Hands》、《Holding on to You》、《Ode to Sleep》、《Car Radio》和《Trees》被重新录制，并为他们的第三张专辑发行。《Lovely》也于2013年4月17日在日本重新录制并作为单曲发行。《Glowing Eyes》、《Kitchen Sink》、《Forest》作为额外曲目原封不動地出现在英国版《Vessel》中 。

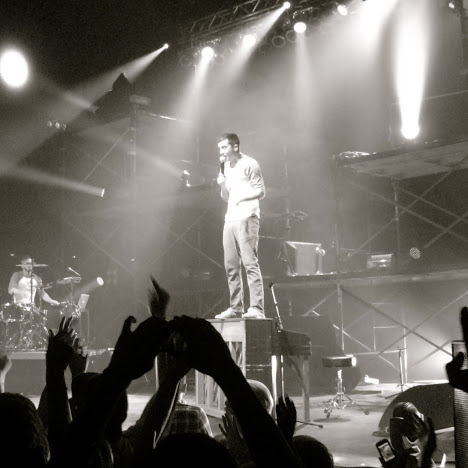
2012年，Twenty One Pilots在俄亥俄州LC Pavilion演出

与制作人Greg Wells合作的录音室专辑《船隻》于2013年1月8日发行。专辑首次打入美国公告牌二百强专辑榜。乐队亦获得了首支美国电台上榜单曲《Holding On to You》，并在公告牌另类歌曲单曲榜上排名第11名。伴随乐队在日本的巡演，歌曲《Lovely》在日本作为宣传单曲发行。歌曲《Guns for Hands》和《Lovely》均打入公告牌日本百强单曲榜。
2013年5月，打倒男孩乐队（Fall Out Boy）宣布Twenty One Pilots和Panic! at the Disco将作为开场嘉宾于次年五月在抢救摇滚乐巡演中演出。 8月8日，乐队在美国脱口秀节目柯南秀上演出歌曲《House of Gold》，这是乐队的电视首秀。
2014年，乐队在全美各大音乐节中演出，包括拉帕鲁扎音乐节、波纳若音乐节、Boston Calling音乐节和Firefly音乐节。9月，乐队开启“沈默是暴力世界巡迴演唱會”（Quiet Is Violent World Tour），于同年11月结束。2014年3月17日，Twenty One Pilots在SXSW期间的MTVU Woodie Awards上进行了一场演出。4月13日，Twenty One Pilots在2014年MTV电影奖上演唱了《Car Radio》。4月28日，乐队在Late Night with Seth Meyers上演唱了《Car Radio》。
2014年12月31日，乐队发布了歌曲《Ode To Sleep》的音乐音乐录影带。视频由乐队创意总监Mark Eshleman从之前三年的三场演唱会中拍摄的画面组成，描述了乐队从最初的地方小乐队迅速成长为全国流行的另类表演，这一上升趋势将持续到下一张专辑周期 。

### 2015年 - 2017：专辑《Blurryface》、Emotional Roadshow世界巡演
2015年3月16日，乐队宣布第四张录音室专辑《Blurryface》将于5月19日发行。单曲《Fairly Local》和《Tear in My Heart》分别于3月16日和4月5日发行。8月29日，歌曲《Stressed Out》作为单曲连同其音乐录影带一同发行。这首单曲发行后成为了乐队最畅销的单曲，在全美公告牌百强单曲榜上排名第二，并在另类音乐榜和摇滚热曲榜排名第一。
《Blurryface》提前两天于5月17日发行，首周在全美售出13.4万份，亦是乐队第一张美国冠军专辑。5月22日，《Blurryface》在公告牌音乐奖获得“最佳摇滚专辑”。乐队也获得“最佳摇滚艺人”。
“模糊脸庞世界巡演”（Blurryface World Tour）于5月11日始于苏格兰格拉斯哥，并到达了美国、澳大利亚、东南亚、日本和欧洲。美国另类摇滚乐队Echosmith和Finish Ticket担任巡演嘉宾。巡演于2016年2月在英国结束。
乐队于2016年5月31日从俄亥俄州辛辛那提市开始了Emotional Roadshow世界巡演。是次巡演将到达美国、加拿大、墨西哥、欧洲和澳大利亚。荷兰独立流行乐队Chef'Special与美国另类摇滚乐队Mutemath参与了巡演北美场次。爱尔兰歌手Bry参与了巡演的欧洲场次。

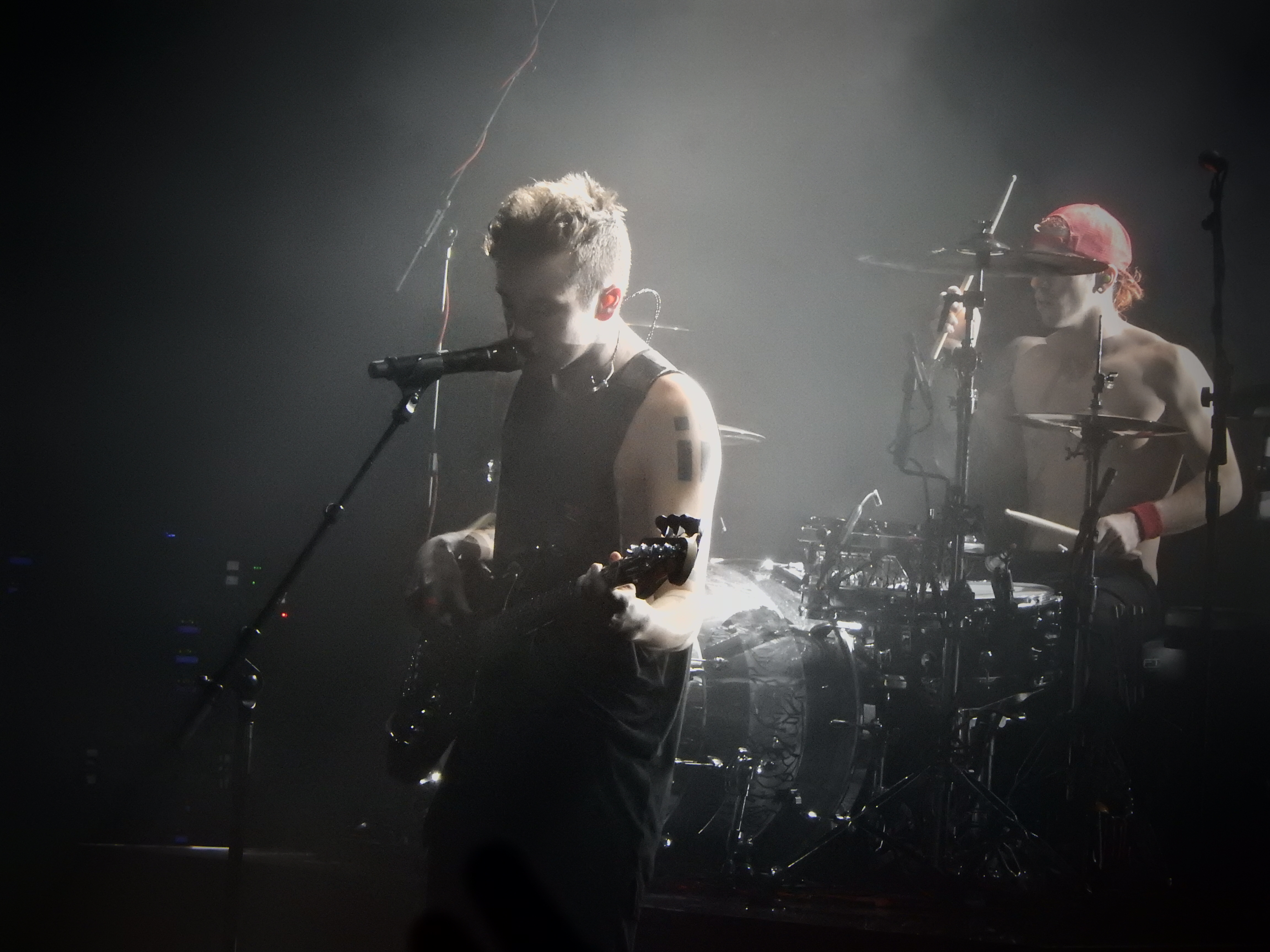
2016年，二十一位飞行员在伦敦演出

6月16日，乐队为DC超级英雄电影《X特遣队》所作的原声曲目《Heathens》发行。9月，乐团翻唱了我的另類羅曼史的歌曲《Cancer》。 歌曲发布后，樂隊釋出了歌曲的动画歌词錄影帶。
2016年10月8日，Twenty One Pilots作为音乐嘉宾出现在《周六夜现场》上，在《滚石》杂志上表演了管弦乐队伴奏的《Heathens》和《Ride》，被《滚石》杂志称为他们“迄今为止最高调的表演”。随后乐队在2016年美国音乐奖上表演了《Heathens》和《Stressed Out》的混合曲，他们也在美国电视上首次接受了最受欢迎的流行/摇滚双人组和最受欢迎的另类摇滚表演者的奖项。 2016年11月25日，乐队发行了一张限量版现场黑胶唱片，记录了两人2015年Blurryface巡演中在福克斯奥克兰剧院的两场演出，名称为Blurryface Live。
Joseph和Dun与另类摇滚乐队Mutemath合作，制作了一张五首歌的EP《TOPxMM》，由Blurryface和Heathens的四首歌曲的混音和再创作组成。这张EP于12月19日免费上传到乐队官网；乐队的YouTube频道也发布了一段25分钟的长视频，是乐队在录音室现场录制歌曲的视频。
2016年11月，在接受《Alternative Press》的采访时，乐队表示在他们最后一场演出之后将“休整一阵子”去制作新歌。约瑟夫表示他想要关注于歌曲的歌词，让歌曲创作的“真实性、歌词、表达和无惧”回归到他们的同名专辑中。
2017年2月12日，乐队以《Stressed Out》赢得了葛萊美獎“最佳流行組合/團體表演”。两人只穿内裤上台领奖，约瑟夫表示这是为了兑现乐团早期不出名时做的承诺。

### 2018年 - 2020年：《音樂戰壕》
2018年4月，在乐队的网店上发现了一条神秘的信息，这条信息显示了一个網址。粉丝们开始利用线索，发现了这个网站的其他部分。有多张图片被上传到网站上，其中包括一个名为“Clancy”的角色的信件。7月，二十一名飞行员打破了长达一年的沉默，先是给粉丝们发了一封神秘的邮件，随后又在所有社交媒体平台上发布了一段视频，并更新了他们的标志和品牌。 
7月11日，乐队发布了两首新歌《連身服》和惡魔與九個地獄，以及《連身服》的MV。他们还公布了预定于2018年10月5日发行的第五张录音室专辑《音樂戰壕》，以及从10月16日开始的名为匪幫巡回演唱会的全新世界巡回演唱会。随后，2018年7月26日，《惡魔與九個地獄》的MV发布。 随后，歌曲《漂浮》作为专辑第三首单曲通过贊恩·洛的Beats 1节目发布。同时发布了MV，为三部曲系列画上句号。
2018年8月20日，在MTV音樂錄影帶大獎上，在宣传专辑的广告结尾播放了歌曲《手足兄弟》的十秒长片段。2018年8月27日，乐队将 《手足兄弟》作为专辑的第四首正式单曲在音樂流播服务上发布。二十一名飞行员于2018年10月5日发布了他们的第五张专辑《音樂戰壕》。同一天，他们在YouTube频道上发布了单曲 《手足兄弟》的MV。《音樂戰壕》登上公告牌熱門搖滾專輯和另類專輯排行榜並排名第一。专辑中的14首歌曲全部进入了热门摇滚歌曲排行榜的前25名，其中5首歌曲进入了前10名。
2018年9月12日，二十一名飞行员在伦敦O2 Brixton Academy举行了他们一年多来的第一场现场演出，名为「A Complete Diversion」。他们演唱了《音樂戰壕》中已发行的四首歌曲，以及之前专辑中的一些歌曲，以宣传这张专辑和即将到来的匪帮巡回演唱会。10月9日，在洛杉矶微软剧院举行的2018年全美音乐奖颁奖典礼上，二十一名飞行员演唱了他们的单曲《連身服》 。11月1日，乐队在BBC Radio 1的Live Lounge中表演了慢版的《手足兄弟》和 《旅程》，并翻唱了戴米恩·萊斯的《9 Crimes》。BBC Radio 1在他们的家乡拜访了乐队，并在俄亥俄州哥伦布市的紐波特音乐厅拍摄了这次演出，作为Live Lounge Month的第一場演出，这是一个为期一个月的系列演出，由不同的艺术家进行表演。
10月16日，乐队开始了全球范围内的匪帮巡回演唱会，从美国开始，并继续在大洋洲和欧洲进行後續系列演出。他们还宣布了2019年在加拿大、墨西哥和美国的额外巡演日期。《公告牌》的加布·金斯伯格将匪帮巡回演唱会描述为“不容错过的表演”，并指出乐队在表演中的特技包括跳跃、后空翻、垂直人群冲浪、吊桥行走和脚手架攀爬 。
2019年1月22日，《氯氣》作为单曲发布后，MV被上传到YouTube，由Reel Bear Media的馬克·埃什萊曼执导，MV中出现了一个名为“Ned”的外星生物。2019年夏天，乐队在一些音乐节上进行了演出，包括里丁/利茲音樂節以及Lollapalooza音樂節。
2019年3月4日，乐队向《新音樂快遞》透露，他们已经开始了第六张录音室专辑的写作过程；樂隊稱新專輯將會回顾上一張專輯的主題，并引入一个新的角色，一个新的方向；而且這個角色沒有在任何一張專輯當中被提及。
2019年6月19日，《氯氣》的重新演绎版本发布，名为《氯氣（北纬19.4326°，西经99.1332°）》。它是Løcatiøn Sessiøns系列的第一首歌曲。這一系列的其他歌曲还将包括《旅程》、《Smithereens》、《手足兄弟》和 《Cut My Lip》。2019年，俄亥俄州哥伦布市的Nationwide大道临时改名为二十一名飞行员大道，以庆祝在哥伦布市Nationwide竞技场举行的两场家乡演出，乐队还在那里开设了一家名为“Ned's Bayou”的快閃店。
2019年7月16日，歌曲《The Hype》作为专辑《音樂戰壕》的第六首单曲被送至美国另类电台。
2020年4月9日，乐队发行了新单曲《焦慮不安》。这首歌的歌词提到了COVID-19大流行期间的焦虑情緒，其附带的MV是在约瑟夫和鄧的家中拍摄的，当时他们因大流行而被封锁。约瑟夫将这首歌的部分收益直接捐给了Crew Nation。
2020年12月8日，在泰勒·约瑟夫的Twitch直播結束後，乐队发布了新单曲《Christmas Saves The Year》。

### 2021年 - 至今：《密码解锁》
2020年11月，喬許透露两人在异地远程录制专辑。2021年4月6日，乐队的神秘网站dmaorg.info预告了新专辑发行和直播活动将在下月21日举行。专辑首支单曲《Shy Away》在次日发行。
2021年5月21日乐队第六张录音室专辑《密码解锁》（英文为Scaled and Icy）正式发布。泰勒·约瑟夫解释专辑名称的含义是“缩减规模和隔离”（Scaled back and isolated）。乐迷发现，将专辑名字调换字母顺序可得到“克兰西已死”(Clancy is dead）的讯息。同日，乐队的线上演唱会在网络上直播，乐迷需要购票观看。
6月16日，乐队宣布一场新的巡演《Takeover Tour》，首场演出于9月在科罗拉多州丹佛市开始。这场巡演包括不少小剧场的演出，开场嘉宾包括Half Alive、Arrested Youth和杰·约瑟夫（主场泰勒·约瑟夫的弟弟）。

## 乐队名称
乐队名称“二十一名飞行员”最初来自泰勒·约瑟夫在大学学习戏剧亞瑟·米勒的《吾子吾弟》（All My Sons）时获得灵感。该剧讲述了第二次世界大战期间，一名商人因一己私利而出售有问题的零件，导致21名飞行员丧生。故事中的道德困境使泰勒获得了灵感，并以此命名乐队。

## 音乐风格
二十一名飛員樂團的音乐风格涵盖另类嘻哈、电子流行、独立流行和摇滚。由于曲风多样，难以将其归为某一特定音乐风格并加以描述。许多粉丝将其音乐风格描述为“Schizophrenic pop”（亦作“Schizoid pop”），一种未正式确立的流行乐分支。
二十一名飛員樂團的所有成员均为基督徒，许多作品的歌词也包含对基督教的引述。但他们并不被看作基督教搖滾樂隊。

## 标识图案与粉丝团体

### 标识

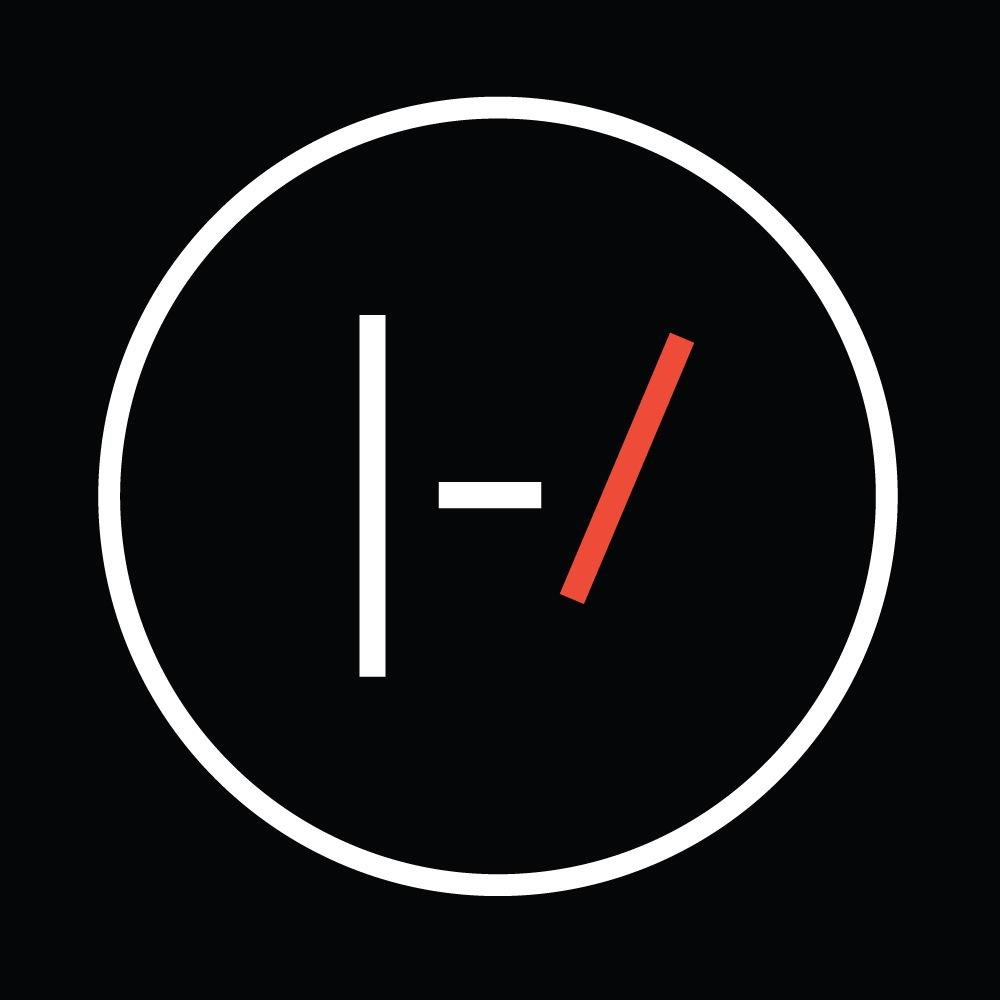
Twenty One Pilots目前的乐队标识

Twenty One Pilots乐队的早期标识由两条互为垂直的粗线段和一条倾斜粗线条组成。新标识减低了线条粗细，并在外侧加上了一个圆圈。
主唱Tyler Joseph设计了乐队标识。据他所言，乐队标识受其歌曲之一《Kitchen Sink》的灵感而作，即“证明个体的存在”，而这一标识对他而言是一种“鼓舞”。他同时称这一标识的意义在于，他创造了这一标识而其含义只为他一人所知，这“成为了他的意义”，同时也在鼓励他人创造。

### 粉丝团体

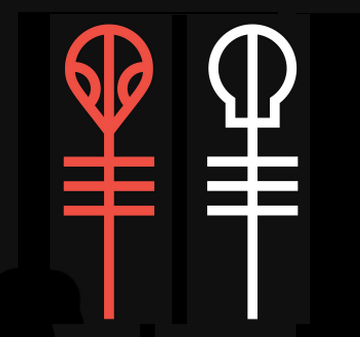
Skeleton Clique标识

Twenty One Pilots的粉丝团体被称作“Skeleton Clique”，亦作“Clique”。Skeleton Clique的标识图案由两条长直线条和穿在两者下部的三条横线条组成。左侧图案头部为外星人状，右侧图案头部为骷髅状。

## 音樂作品
- 《Twenty One Pilots》（2009年）
- 《Regional at Best》（2011年）
- 《船隻》（2013年）
- 《模糊脸庞》（2015年）
- 《音樂戰壕》（2018年）
- 《密碼解鎖》（2021年）
- 《Clancy》（2024年）

## 乐队成员

### 现任成员
- 泰勒·约瑟夫 - 主唱、钢琴、键盘、尤克里里、贝斯、鼓、合成器、打击乐器（2009年-至今）
- 约什·邓 - 鼓、打击乐器、和声（2011年-至今）

### 原成员
- 尼克·托马斯 - 贝斯、钢琴、键盘（2009年-2011年）
- 克里斯·萨利赫 - 鼓、打击乐器（2009年-2011年）

## 獎項

### 葛萊美獎
| 年份   | 獲提名           | 獎項                  | 結果 |
| ------ | ---------------- | --------------------- | ---- |
| 2017年 | 《Stressed Out》 | 最佳流行組合/團體表演 | 獲獎 |
| 2017年 | 《Stressed Out》 | 年度制作              | 提名 |
| 2017年 | 《Heathens》     | 最佳摇滚表演          | 提名 |